# 伊格纳齐·齐亚文斯基

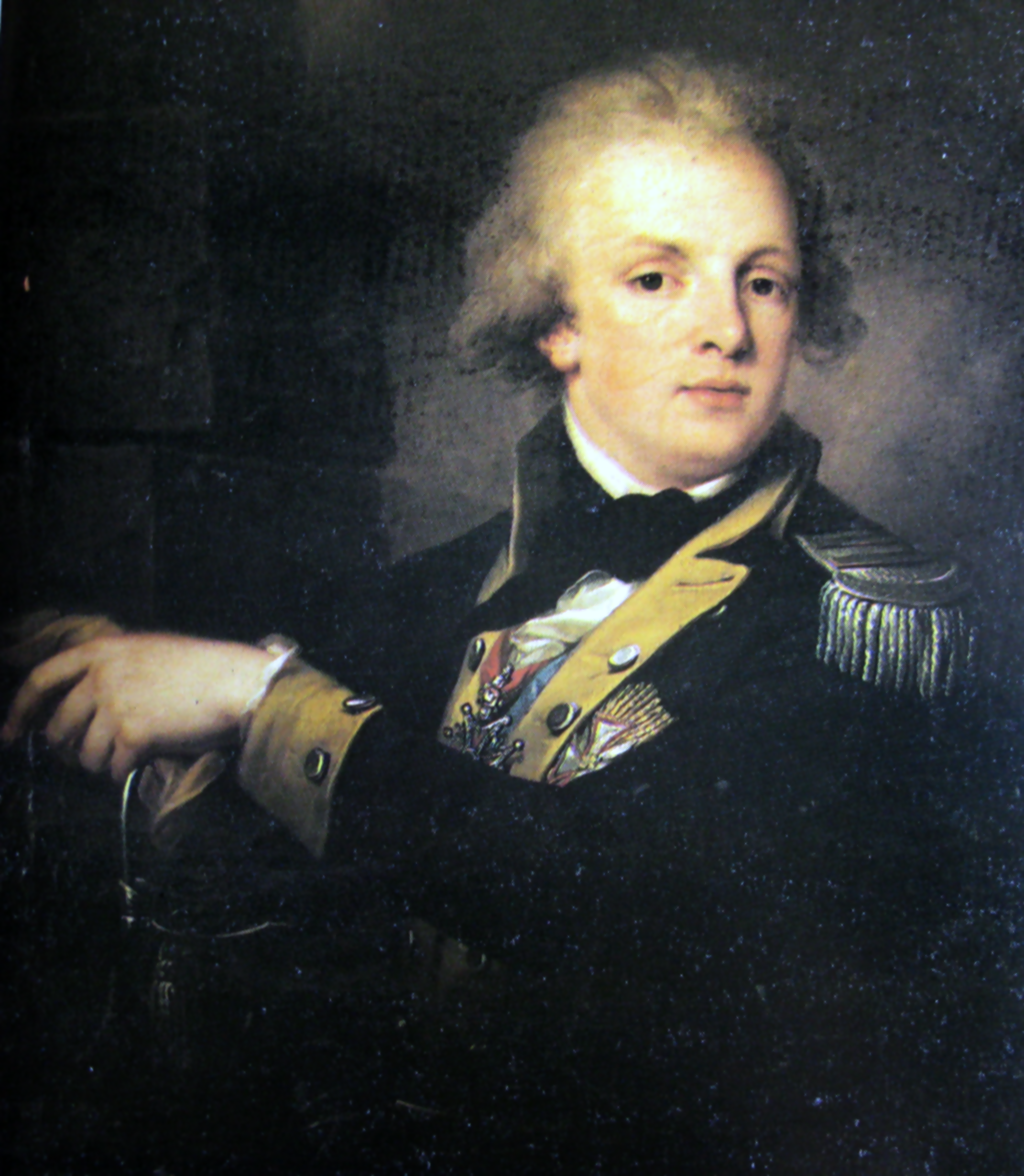
伊格纳齐·齐亚文斯基

伊格纳齐·约瑟夫·齐亚文斯基（波蘭語：Ignacy Józef Działyński，1754年9月15日—1797年11月）是一位奥贡奇克纹章下的波兰贵族（施拉赤塔）和军官，他因参与1794年的华沙起义而闻名。 
他于1754年生于波兹南附近的科纳热夫，是卡利什省省长奥古斯丁·齐亚文斯基和他妻子安娜·拉多梅茨基（Anny z Radomickich）的儿子。在被他父亲抛弃后，他由他继父，立陶宛大元帅瓦迪斯瓦夫·古罗夫斯基抚养。在于波兹南的耶稣会学校和华沙的诺比琉姆学院受教后，与贝乌斯克的西班牙人与在沃文拥有很多土地的地主之女什恰斯娜·沃罗尼丘夫娜（Szczęsna Woroniczówna）于1784年结婚。
他于1780年加入波兰军队，衔位为骑兵上尉。在1788年他从亚历山大·梅切尔斯基将军那里买到将军衔，并指挥第十步兵团。那个被称为“雷津斯基团”（属于完全继承人拉曾斯卡）的军团在他的领导下改称“齐亚文斯基团”。他是著名的维尔基瑟姆的议员，与扬·基灵斯基一齐成为支持国王斯坦尼斯瓦夫·奥古斯特·波尼亚托夫斯基、五三宪法，主张强化军队，解放平民，并与革命法国结盟的“中间派”主要领导人之一。翌年与他的军团参与后来失败的1792年波俄战争（主要参与斯维斯沃齐战役、7月4日的泽尔瓦战役、7月5日的伊扎贝林战役、皮亚斯基战役、格兰尼战役和克热梅尼战役）。
他与他的军团在科希丘什科起义早期的1794年华沙起义（4月17日至19日）中发挥重要作用。后来他参与比亚瓦战役、5月3日的新米亚斯托战役、6月8日的赫乌姆战役；库鲁夫战役、7月9日的戈乌库夫战役、7月27日与8月28日的华沙-沃拉战役和10月10日的马切约维茨战役。
H他自1793年就在准备起义，并通过在沃文组织反抗运动抵抗俄罗斯的入侵和瓜分波兰，直到在1794年被逮捕，并被流放至西伯利亚的贝雷佐沃。
他是互济会成员（页面存档备份，存于）。被授予白鹰勋章（1791年）和圣斯坦尼斯瓦夫勋章。